# Sucellus

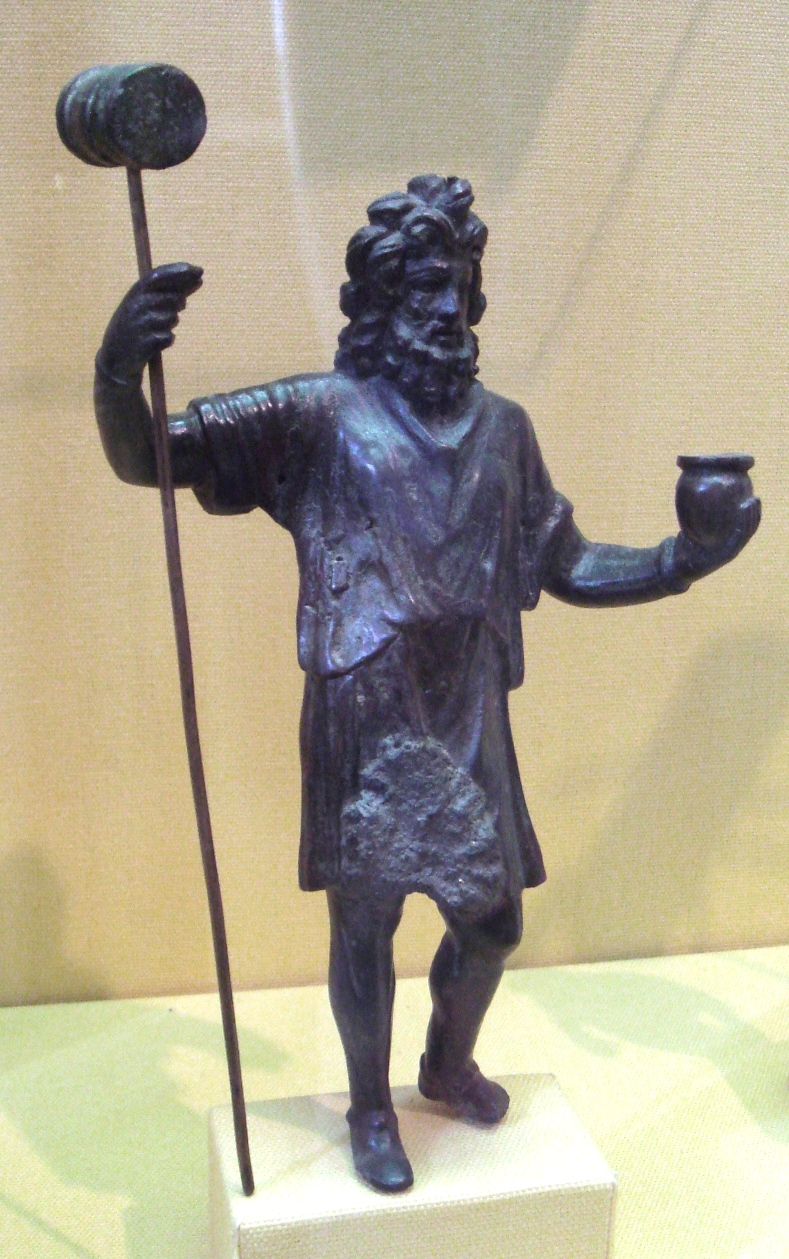
Keltský bůh Sucellus

Sucellus nebo také Sucellos byl keltský bůh lesů, zemědělství a alkoholických nápojů. Obvykle býval zobrazován jako muž ve středním věku s kladivem na dlouhé násadě a s džbánkem nebo soudkem piva v ruce. Občas býval zobrazován i se svou manželkou Nantosueltou. Když byli vyobrazeni spolu, tvořili symboly rodinného života a prosperity.